# 海洋中心

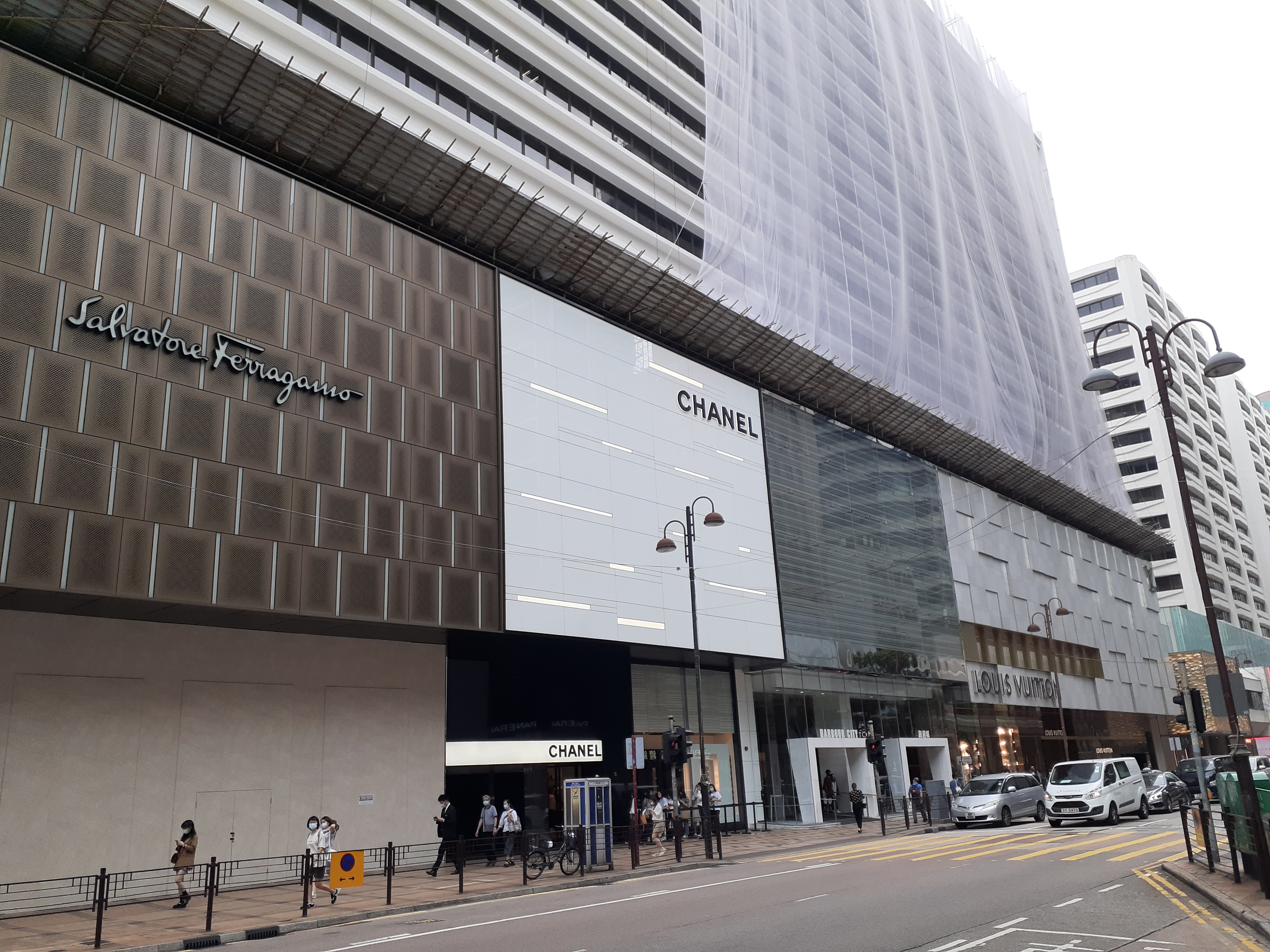
海洋中心廣東道入口

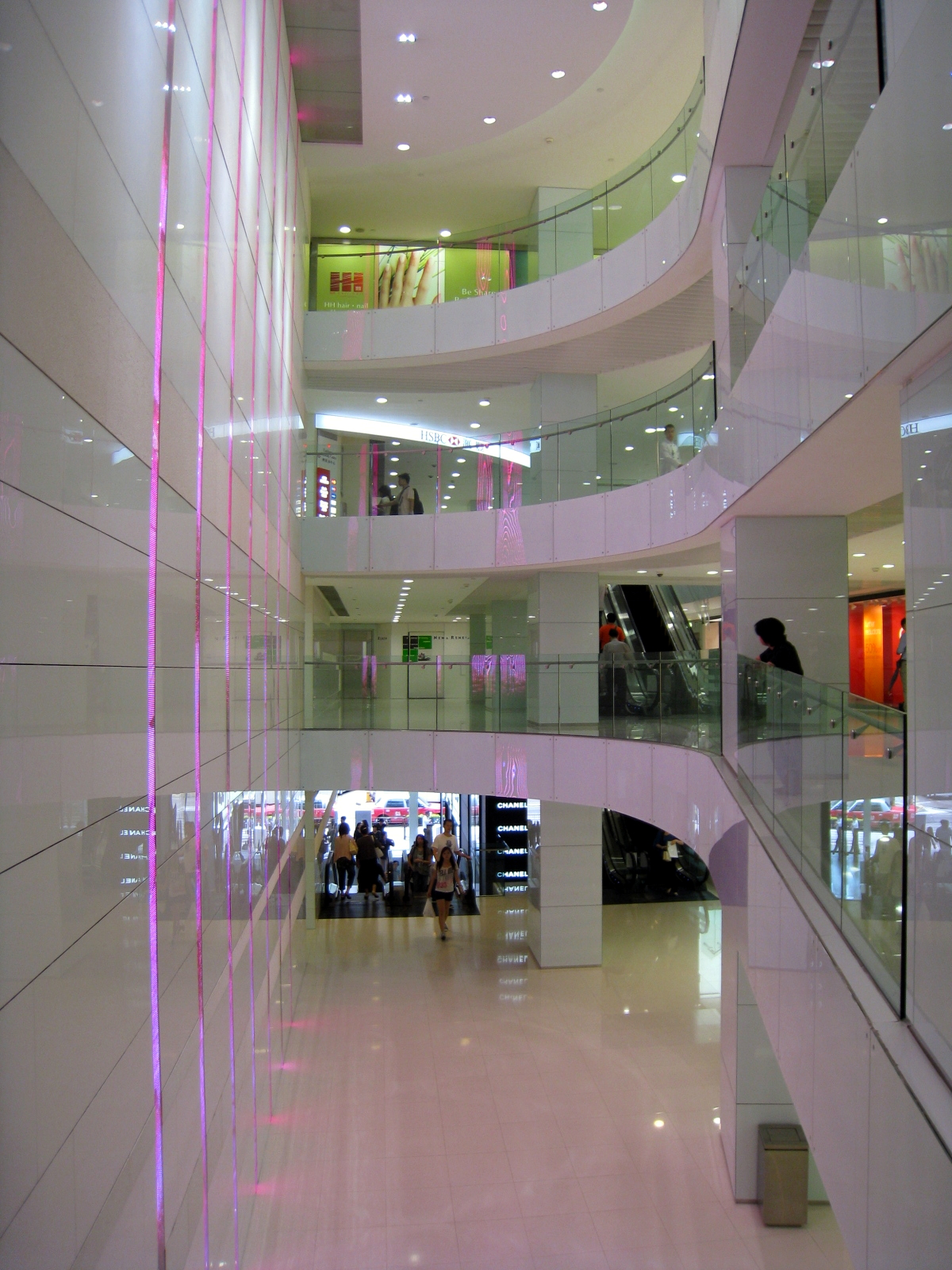
2006年翻新後新建的中庭

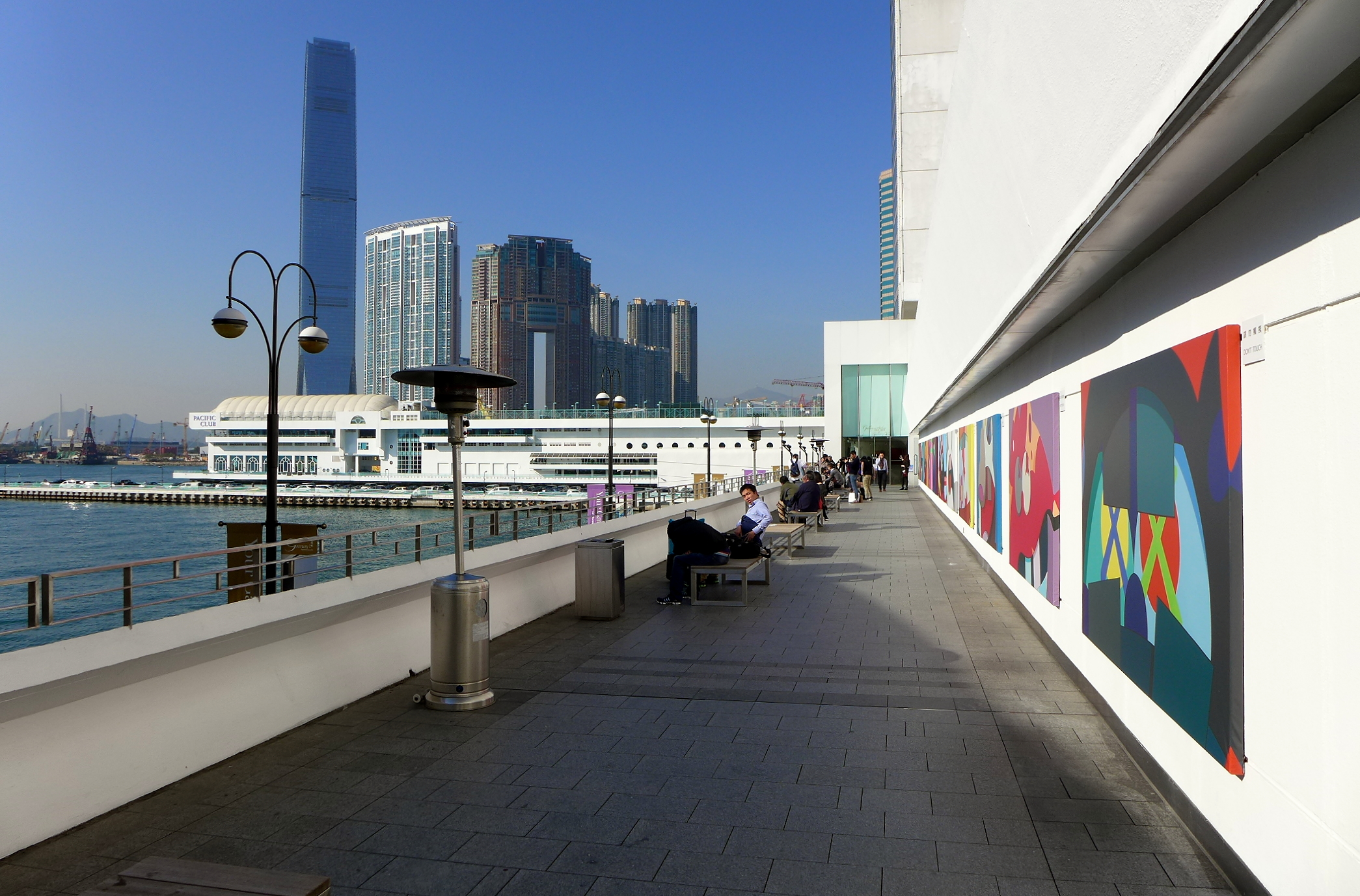
海洋中心二樓平台

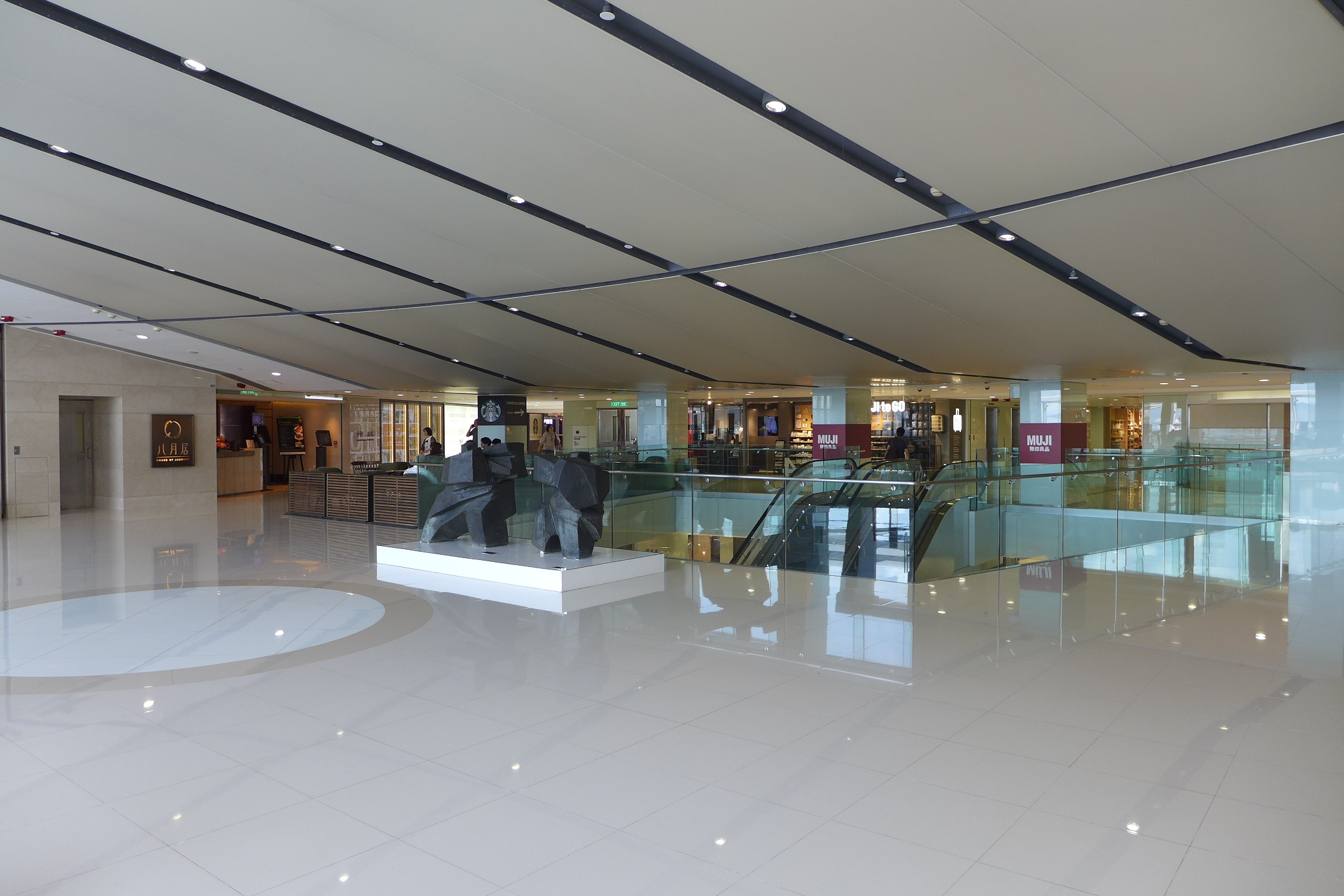
海洋中心四樓

海洋中心（英語：Ocean Centre）位於香港九龍尖沙咀廣東道5號，是九龍倉置業旗下的商業物業，屬海港城一部份。其建築分兩部分，向海一面設計呈半圓形，在香港建築物中較為罕有，連同旁邊成H型的馬可孛羅香港酒店，在高空望下就像代表香港的英文簡寫HK。

## 歷史
海洋中心於1977年落成，當時入口位於廣東道4號（2006年翻新後移右至5號），上層為寫字樓，下層設有四層商場，連接海運大廈及海洋廊（後來改為併入港威商場）部份，商場半圓形通道以船艙內設計為主。其商場曾經是當年香港其中一個主要商場，在80年代店舖除了有時裝店外，還有不少著名傢私店及歐洲品牌電器店陳列室。百佳超級市場亦曾在此商場設有分店（後期由馬莎百貨取代）。
在商場內部曾經進行多次翻新。2006年初，九龍倉以二億港元為海洋中心一樓及四樓進行翻新工程，並且將一樓停車場改建為多間零售店及食肆，車位數目雖減少68個，惟零售樓面卻大增三萬方呎。2007年初更將海洋中心二樓及三樓進行地台及假天花更換工程。
海洋中心四樓曾開設的海洋皇宮大酒樓夜總會，是香港最大規模的中式酒樓夜總會之一。佔地4萬平方呎，設有大禮堂及貴賓房，共可筵開218圍，由張耀榮創辦，2005年4月17日結業。

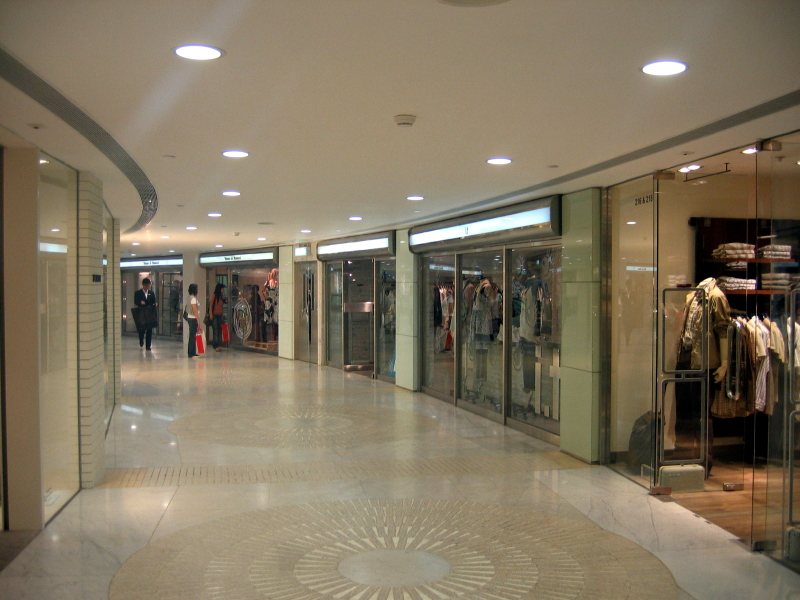
翻新前的二樓通道
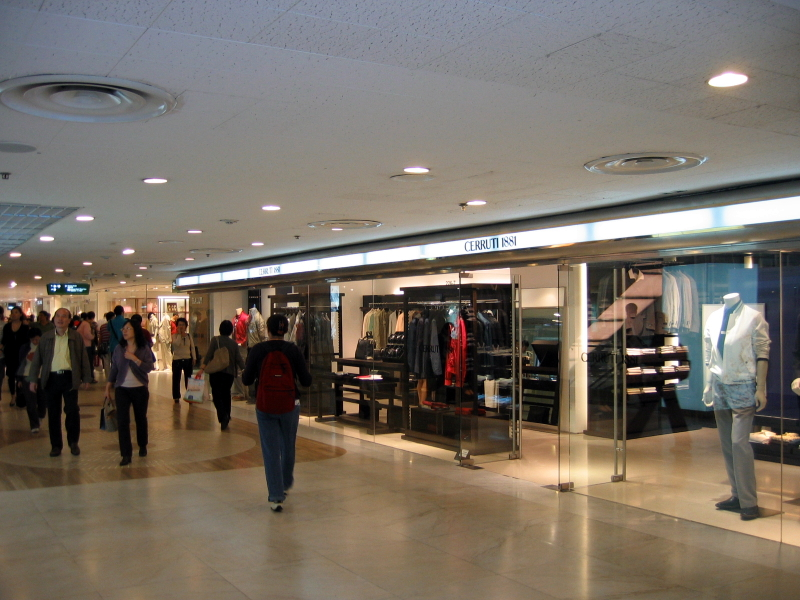
翻新前的二樓
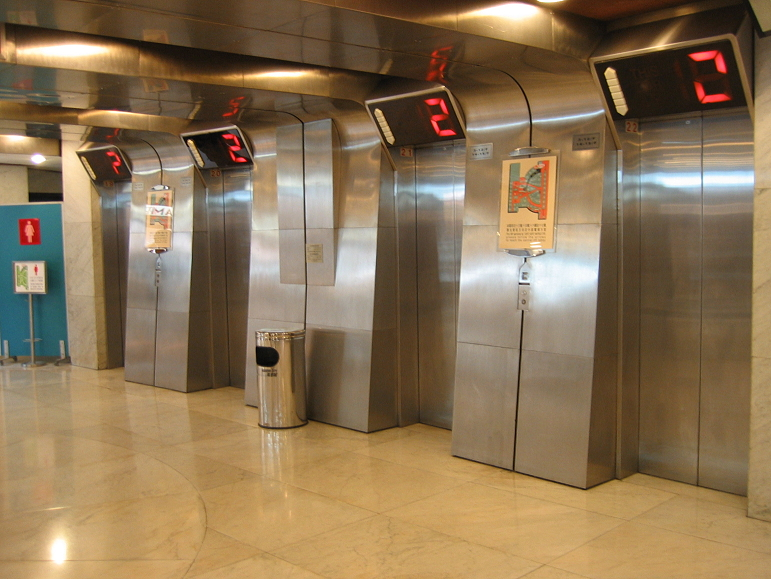
翻新前的升降機大堂
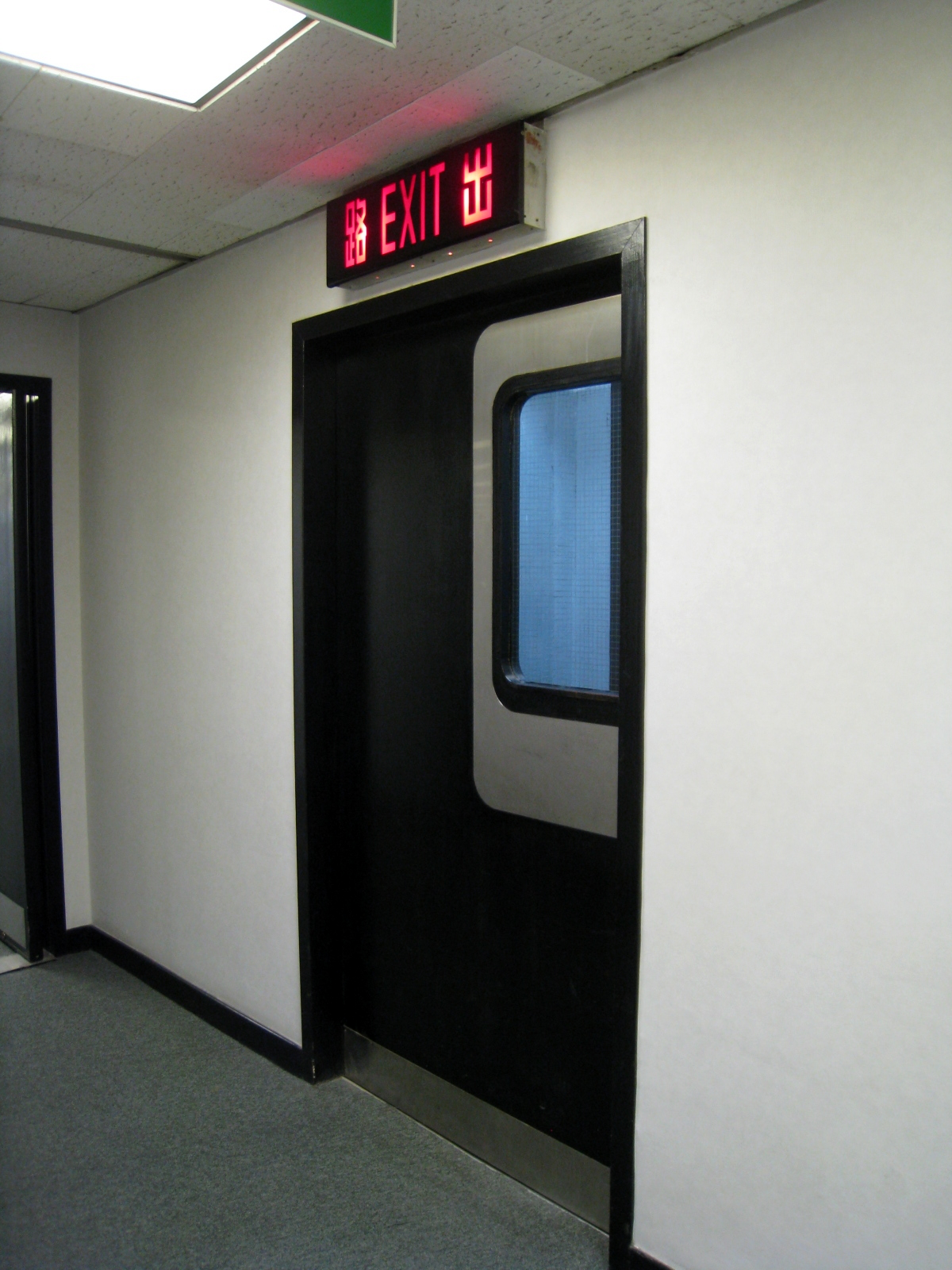
寫字樓部份原裝防火門（2008年）

## 商戶及樓層分佈
地下除了設有前往寫字樓的升降機大堂及前往停車場的通道外，本港首間路易·威登旗艦店於2000年3月開業。地下在2006年翻新前更設有一間利華超級三文治，但最後因翻新工程結業，原址成為扶手電梯一部份。現有的店舖除了路易·威登外，還有Chanel及Salvatore Ferragamo。
一樓全層原是停車場。到1991年增設少量商店。在2006年翻新前大部份範圍均是停車場，其餘部份為馬莎百貨香港旗艦店及食肆。2006年8月翻新後，原有的停車場被改建為多間高級品牌的時尚服飾。包括JilSander、Moschino、Jean Paul Gaultier及Valentino等。此外，商場中央位置更興建了新中庭及多部扶手電梯。
二樓設有多間高級國際品牌的時尚服飾，包括Aquascutum、BALLY、CELINE、Cerruti 1881、Longchamp、Max&Co和TIFFANY等。百貨公司馬莎百貨也設有分店（即香港旗艦店）。該層設有多條通道連接海運大廈及港威大廈商場部份，還有三個升降機大堂連接高層的寫字樓。在2005年翻新前，商場中央設有中庭及西餐廳，翻新後原址成為扶手電梯的交叉點。2007年起，連接港威大廈的位置加設了「海港城‧美術館」，定期展出世界各國的美術品。
三樓在1980年代至1990年代初有不少著名傢具店及歐洲品牌電器店陳列室，包括設計2000、Amazing Grace傢私店，太平家庭電器陳列室及辰衡書店等。因此人流顯得特別冷清。不過在2004年年中，不少傢具店被連鎖式電器店取代。多間連鎖店包括豐澤電器、中原電器及AV Life等，使人流顯着上升。2009年7月，開設佔地8,000呎太子珠寶鐘錶專門店。三樓設有多條通道連接海運大廈及港威大廈商場部份，還有三個升降機大堂連接高層的寫字樓。
四樓曾開設海洋皇宮大酒樓夜總會，到了2005年4月17日結業後，原址曾進行大型改建工程，於2007年11月落成。翻新後設有3間特色食肆、一間美容中心和佔地11,000呎無印良品旗艦店（到2024年8月結業）。遊人更可以到戶外平台欣賞維港景色。到2014年加設通道連接港威大廈商場部份，並開設來自瑞典的kikki.K生活用品店及Jamie Oliver香港第二分店，到2020年初結業。

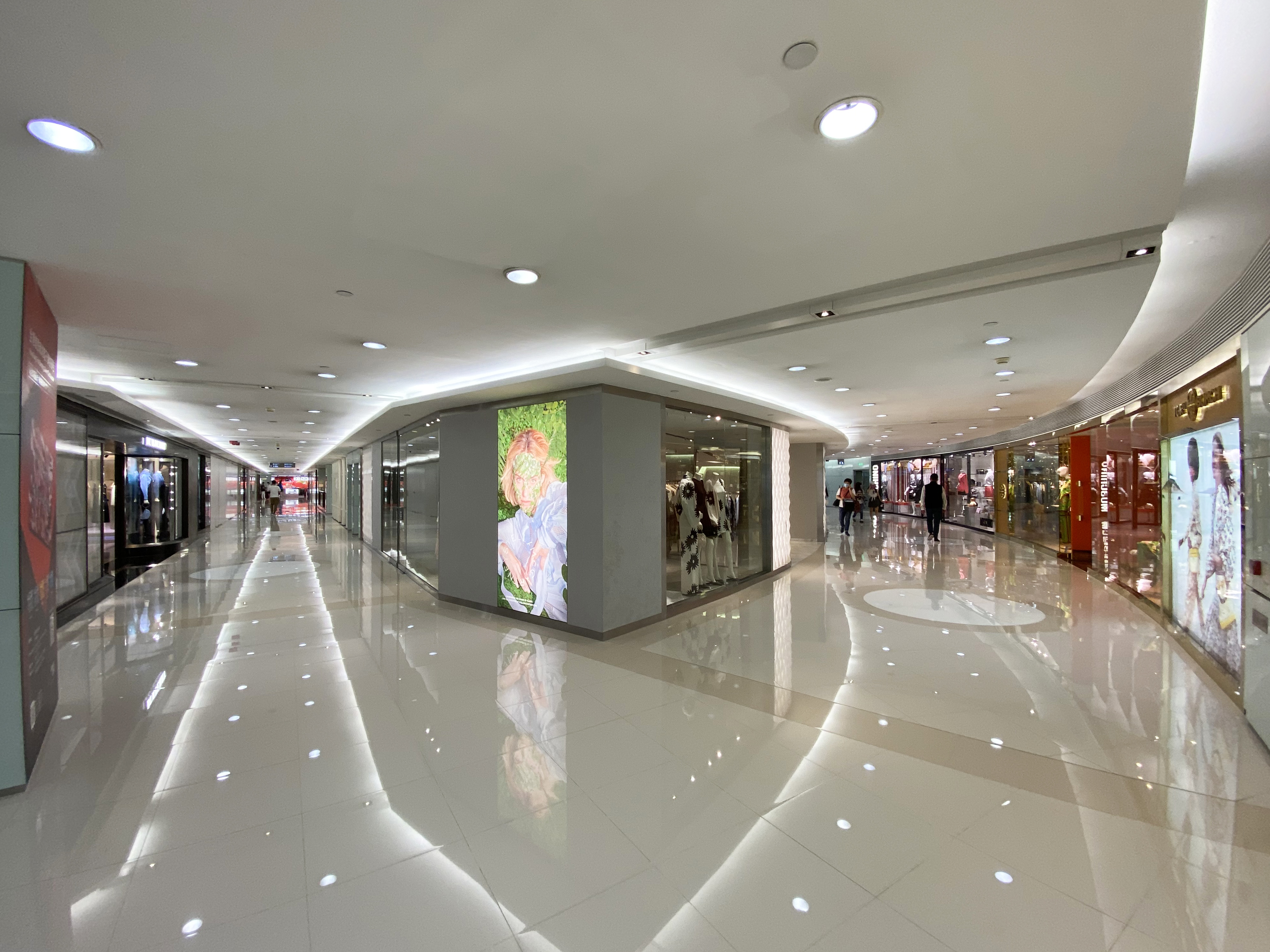
翻新後的一樓
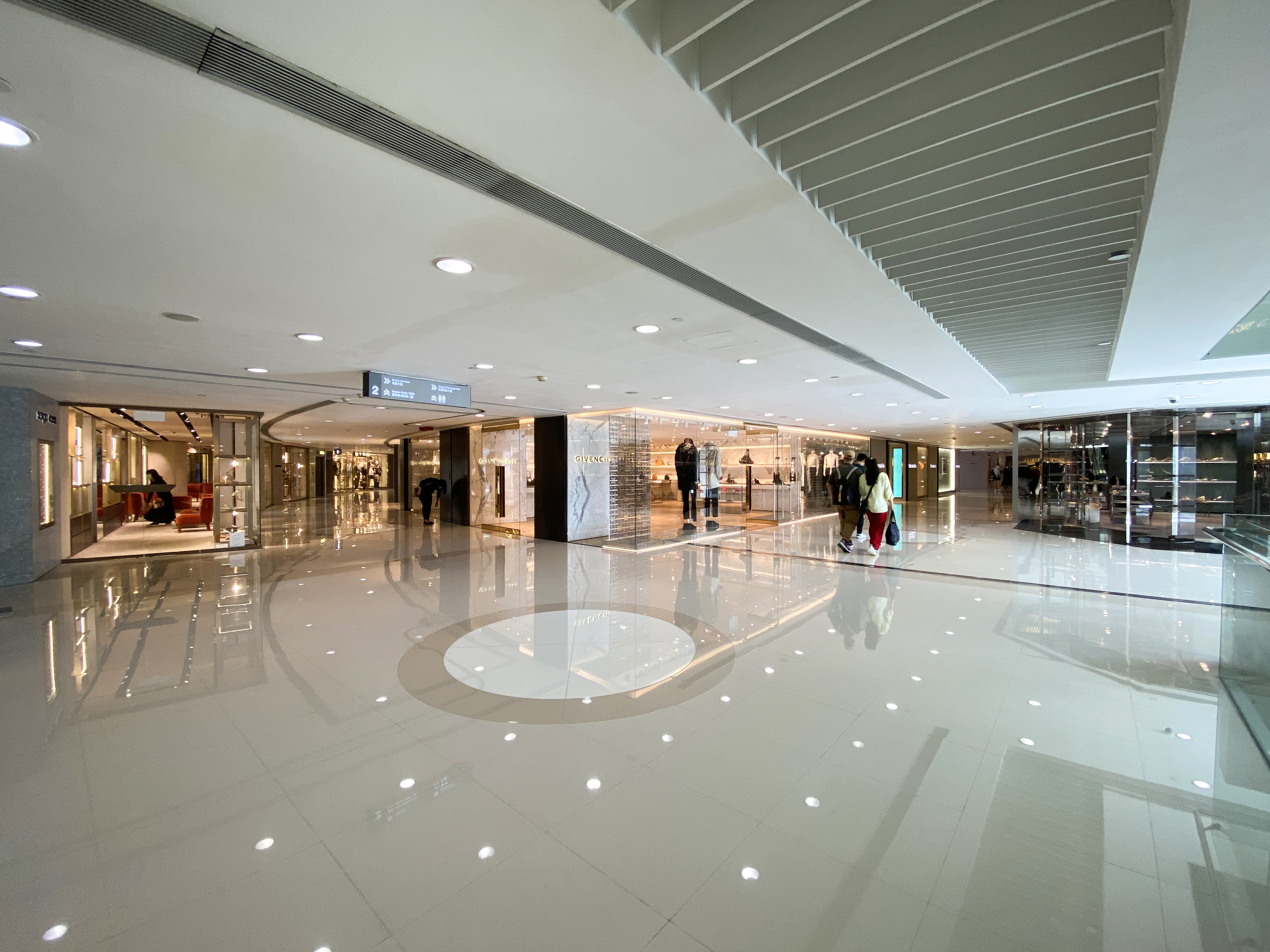
翻新後的二樓
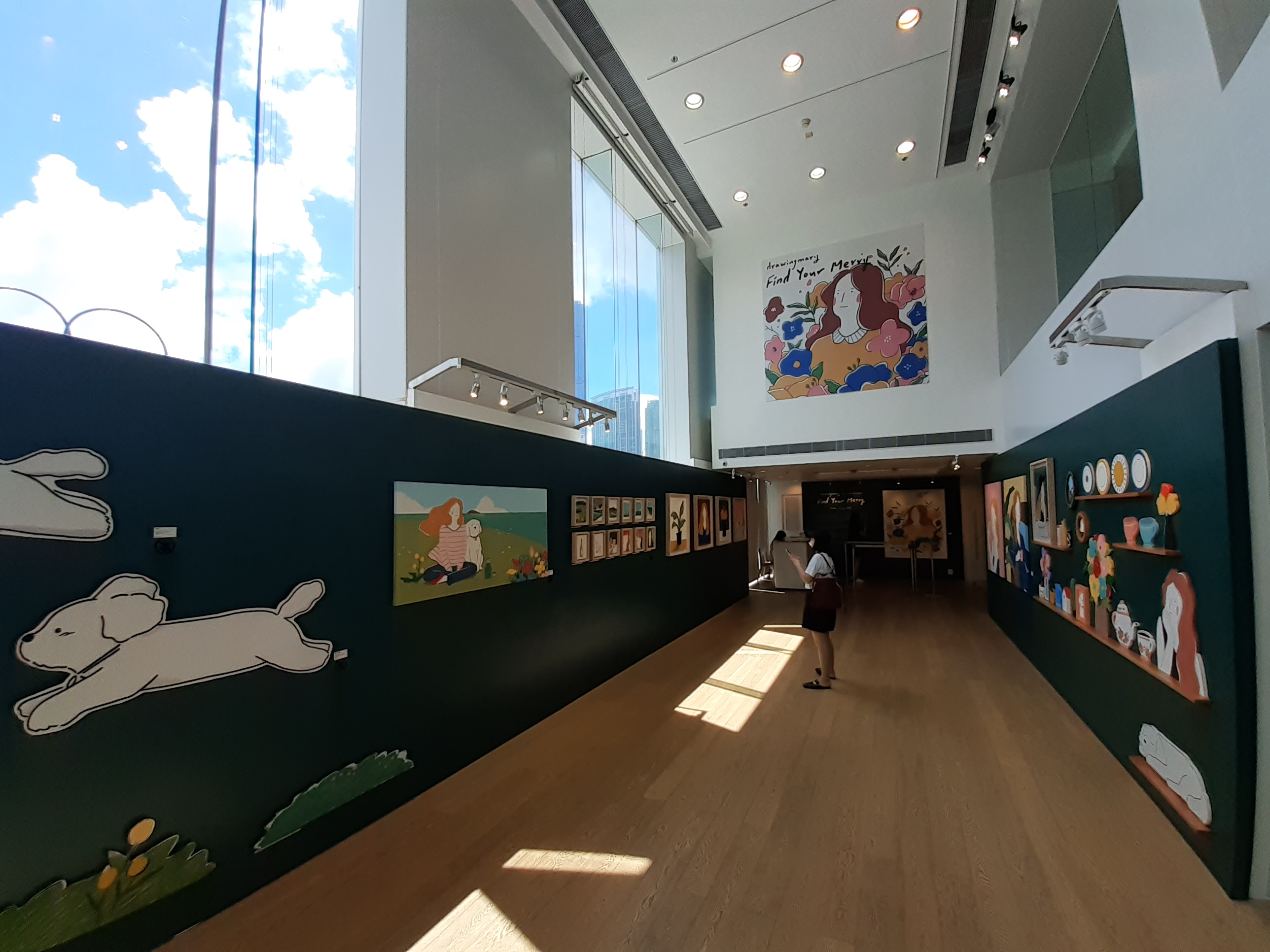
二樓「海港城‧美術館」
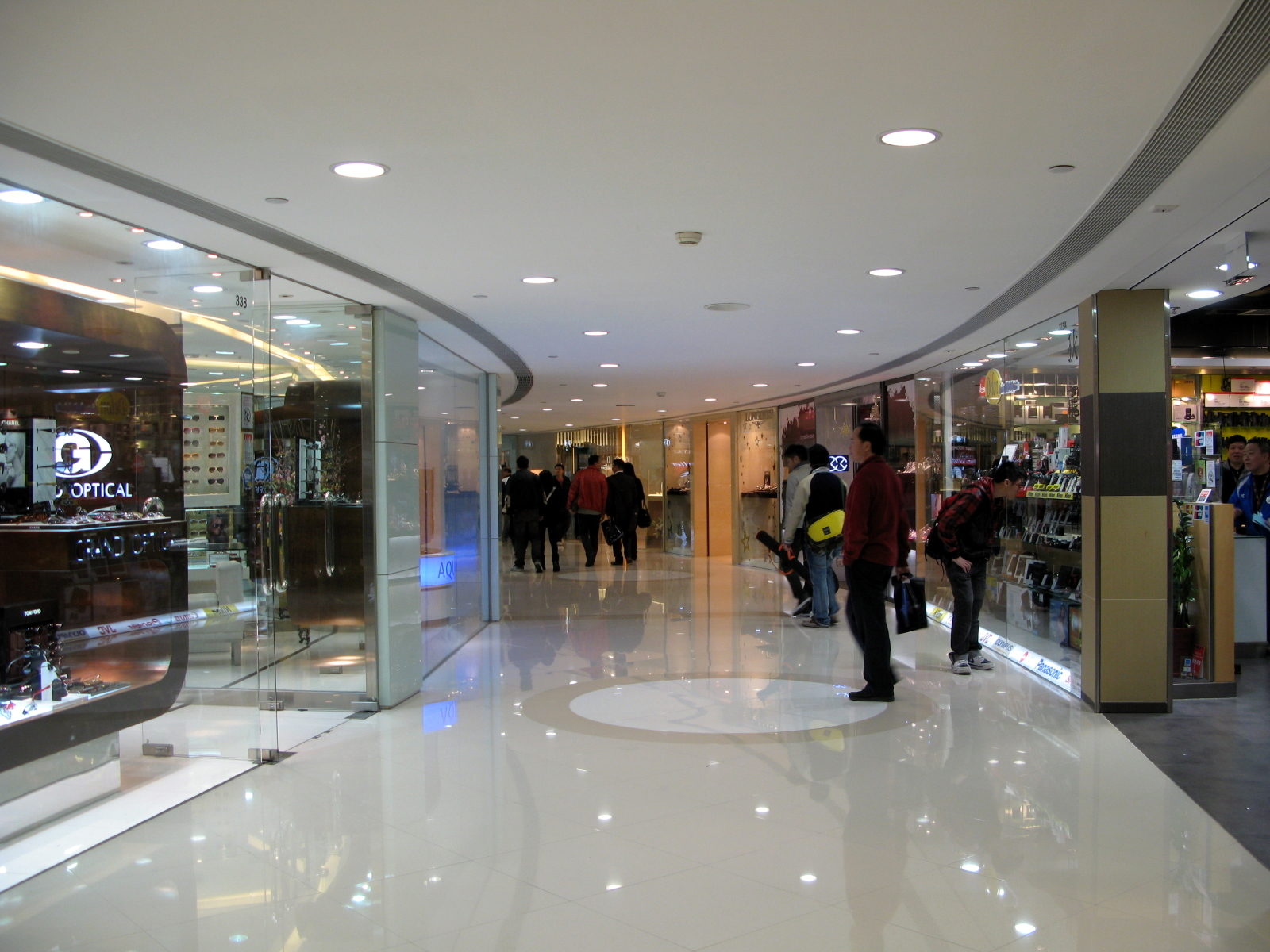
翻新後的三樓
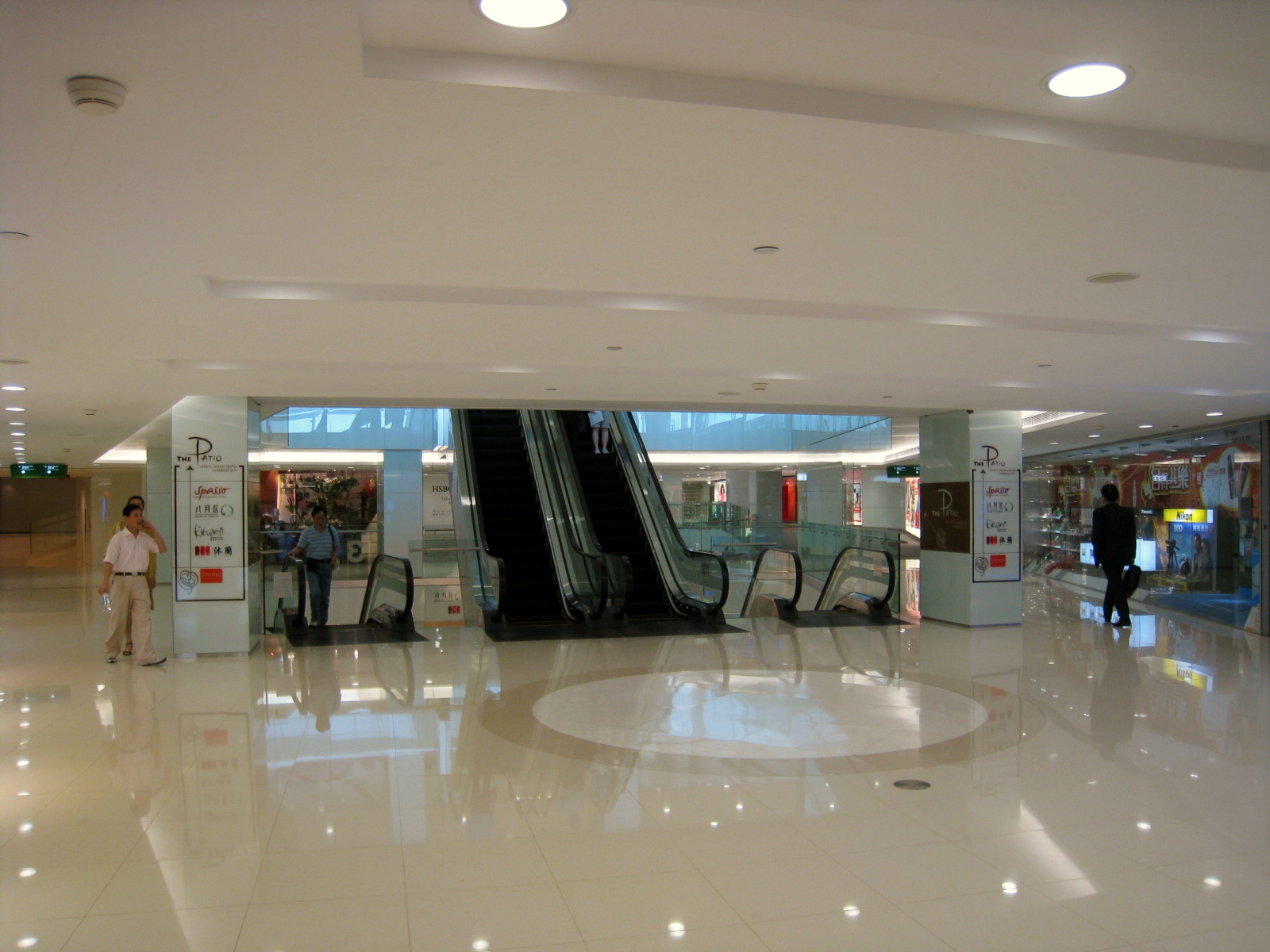
翻新後中庭原址成為扶手電梯的交叉點
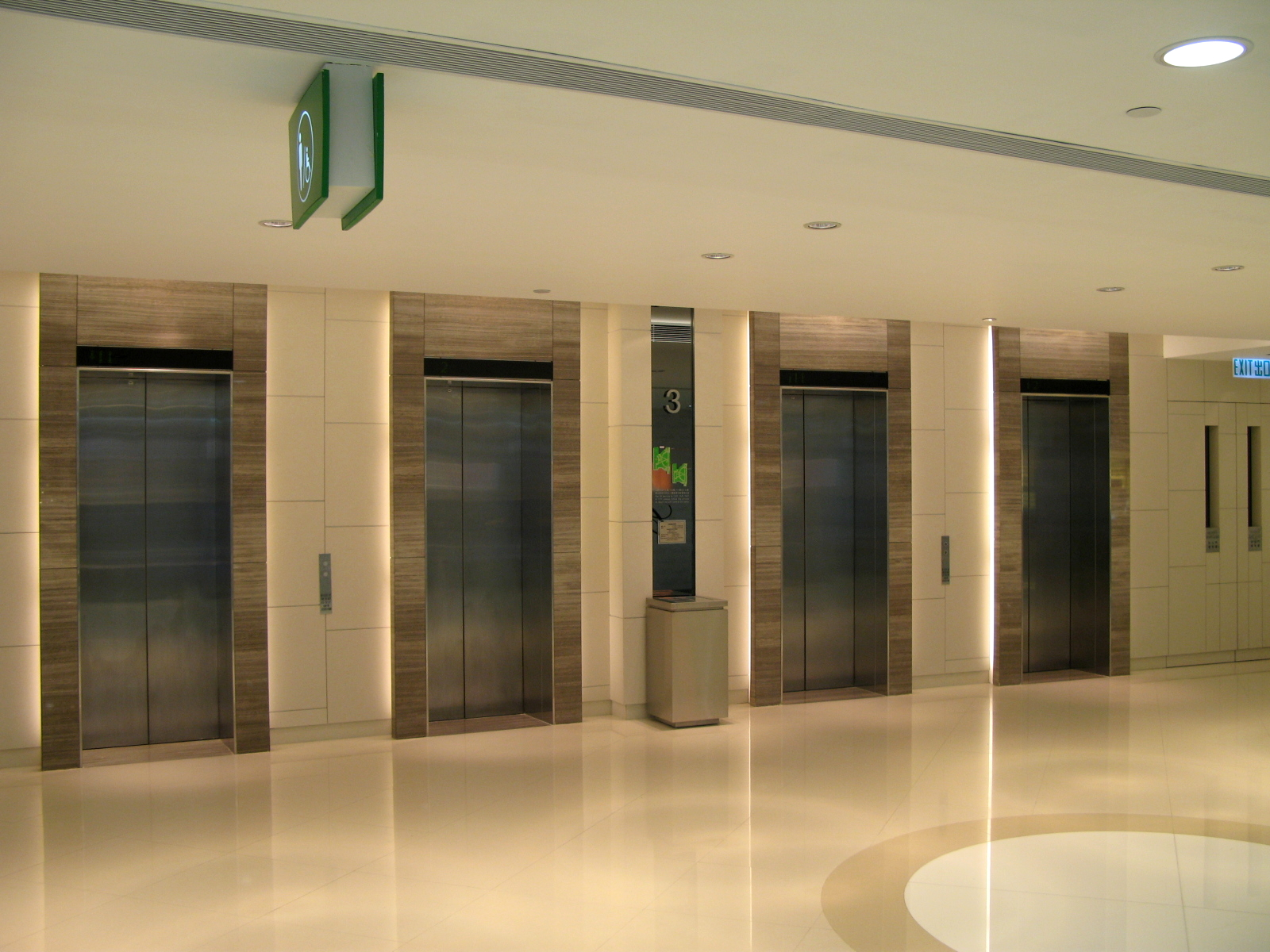
翻新後的升降機大堂
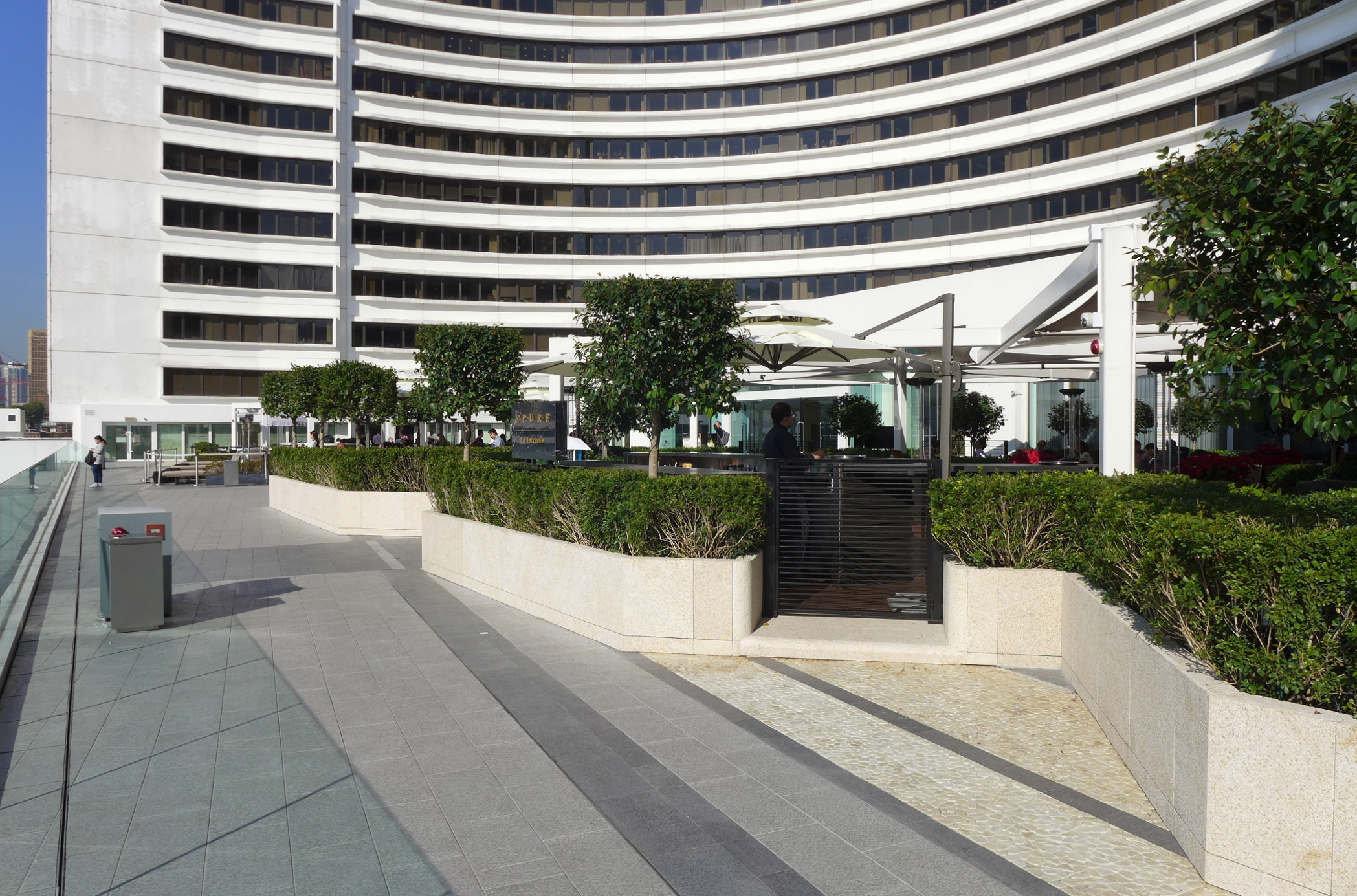
四樓戶外平台

## 寫字樓
海洋中心上層的寫字樓一共有13層，目前屬統一業權的商業大廈，上層的寫字樓單位只供出租而不會出售，放租單位面積由470呎至16,000呎。

## 事件
1980年4月24日海洋中心夜班護衛員梁桂標（43歲）與匪徒糾纏間被人從16樓推下，伏屍5樓露台。
2023年5月30日傍晚5時許，警方接報大廈內的一間證券公司懷疑遭一批有黑社會背景大漢上門收數。警方派出十多輛衝鋒隊及機動部隊警車增援，警員持盾牌登樓控制場面，包括反黑組探員。警方其後拘捕35人，據悉被捕主腦有黑幫「和勝和」背景，涉及一筆約1900萬的股票投資交易。

## 資料來源
1. ↑  九龍倉集團有限公司二零零六年年報 （页面存档备份，存于） 第146頁
2. ↑  海洋中心完成部分翻新 （页面存档备份，存于） 明報，2006年7月12日
3. ↑  食客專程告別 到處拍照留念 海洋皇宮最後一天員工做到足 蘋果日報，2005年4月18日
4. ↑  高怡. . 地產站. 2024-07-24  [2024-07-24].
5. ↑  . 華僑日報. 1980-04-25: 6.
6. ↑  . 明報. 2023-05-31  [2023-05-31]. （原始内容存档于2023-08-22）.

## 外部連結
- 海港城官方網站 （页面存档备份，存于）